# 20. септембар
20. септембар (20.9.) је 263. дан у години по грегоријанском календару (264. у преступној години). До краја године има још 102 дана.

## Догађаји
- 480. п. н. е. — У поморској бици код острва Саламина у Егејском мору Грци под командом атинског војсковође Темистокла поразили Персијанце које је предводио краљ Ксеркс I, чиме је осигурана превласт Атине на мору.
- 1378 — Незадовољна папом Урбаном VI, група кардинала је за папу изабрала Клемента VII, изазвавши тиме Западни раскол.
- 1520 — На власт дошао султан Сулејман I Величанствени
- 1697 — У Рејсвијку код Хага Енглеска, Шпанија, Холандија и Свето римско царство потписали мировни уговор с Француском, чиме је окончан рат Велике алијансе. Вештом дипломатијом, Француска успела да задржи готово све освојене територије.
- 1857 — Трупе лојалне Источноиндијској компанији су поново заузеле Делхи и угушиле Индијску побуну.
- 1870 — Корпус берсаљера је ушао у Рим кроз Порта Пију и окончао уједињење Италије, окончавши практично привремену власт папа.
- 1909 — Парламент Уједињеног Краљевства је усвојио Акт о Јужној Африци из 1909., чиме је створена Јужноафричка Унија од бивших британских колонија Рт добре наде, Натал, Орање и Трансвал.
- 1928 — Велики фашистички савет постао врховно законодавно тело у Италији, уместо дотадашњег Већа посланика.
- 1945 — Свеиндијски конгрес и његови лидери Махатма Ганди и Пандит Нехру одбацили британски предлог о самоуправи и затражили пуну независност Индије.
- 1951 — Грчка и Турска постале су чланице НАТО-а.
- 1960 — Тринаест афричких држава које су стекле независност и бивша британска колонија Кипар примљени у УН.
- 1970 — Совјетски космички брод „Луна 16“ спустио се на Месец и покупио узорке месечевог тла.
- 1976 — Социјалдемократска партија Шведске је изгубила на парламентарним изборима, први пут после више од 40 година.
- 1977 — Вијетнам и Џибути примљени у УН као 149. и 150. чланица међународне организације.
- 1979 — Жан-Бедел Бокаса, владар Централноафричког царства, оборен са власти у државном удару који је организовала француска влада. Нов шеф државе, бивши председник Дејвид Дако, вратио земљи статус републике. Бокаса 1965. војним ударом срушио Дака, 1976. укинуо републику и прогласио се царем.
- 1984 — У нападу аутомобила-бомбе на амбасаду САД у Бејруту погинуло 16 особа, амерички амбасадор повређен.
- 1991 — Црногорски парламент у Жабљаку прогласио Црну Гору еколошком државом и прихватио декларацију о заштити природе. Пројекат прве еколошке државе у свету прихваћен 1992. на светском еко-самиту у Бразилу под покровитељством УН.
- 1999 — Мултинационалне снаге стигле у Источни Тимор и заузеле аеродром у главном граду Дилију, пошто су се повукле индонежанске трупе.
- 2001 — Албански екстремисти почели предају последњих количина оружја НАТО трупама у Македонији. У Парламенту почела дискусија о уставним амандманима којима би албанској мањини била гарантована већа права.
- 2010 — Фокс телевизија је постала Прва српска телевизија.

## Рођења
- 1773 — Атанасије Стојковић, српски писац и научник, аутор првог романа у новијој српској историји и преводилац Новог завета на славеносербски. (прем. 1832)
- 1887 — Урош Џонић, српски историчар књижевности, први управник Универзитетске библиотеке у Београду. (прем. 1968)[1]
- 1917 — Ред Ауербак, амерички кошаркашки тренер. (прем. 2006)
- 1931 — Хеја Харарит, израелска глумица. (прем. 2021)
- 1934 — Софија Лорен, италијанска глумица.
- 1936 — Божидар Смиљанић, хрватски глумац и писац. (прем. 2018)
- 1939 — Небојша Попов, српски социолог. (прем. 2016)
- 1948 — Џорџ Р. Р. Мартин, амерички писац и сценариста.
- 1951 — Хавијер Маријас, шпански књижевник. (прем. 2022)
- 1956 — Гари Кол, амерички глумац.
- 1969 — Ришарт Витсхе, холандски фудбалер.
- 1971 — Хенрик Ларсон, шведски фудбалер и фудбалски тренер.
- 1975 — Азија Арђенто, италијанска глумица, редитељка и модел.
- 1975 — Хуан Пабло Монтоја, колумбијски аутомобилиста, возач Формуле 1.
- 1976 — Џон Бернтал, амерички глумац.
- 1976 — Такао Сузуки, јапански тенисер.
- 1976 — Денис Шефик, српско-црногорски ватерполо голман.
- 1977 — Радиша Илић, српски фудбалски голман. (прем. 2025)
- 1980 — Владимир Торбица, српски фудбалер.
- 1981 — Фелисијано Лопез, шпански тенисер.
- 1984 — Брајан Жубер, француски клизач.
- 1990 — Донатас Мотијејунас, литвански кошаркаш.
- 1990 — Моника Радуловић, аустралијски модел.
- 1993 — Јулијан Дракслер, немачки фудбалер.
- 1994 — Петар Аранитовић, српски кошаркаш.
- 1995 — Марко Голубовић, српски фудбалер.

## Смрти
- 1520 — Селим I, турски султан
- 1863 — Јакоб Грим, немачки филолог и писац. (рођ. 1785).
- 1905 — Вјенцеслав Новак, хрватски романописац, новелиста, новинар, музички критичар и педагог. (рођ. 1859)[2]
- 1948 — Хавријил Костељник, русински књижевник. (рођ. 1886).
- 1957 — Жан Сибелијус, фински композитор. (рођ. 1865).
- 1967 — Андра Франичевић, српски дечји песник. (рођ. 1889)[3]
- 1989 — Михаило Андрејевић, југословенски фудбалски званичник и лекар. (рођ. 1898).
- 1990 — Слободан Зрнић, српски конструктор авиона.
- 2000 — Герман Титов, совјетски космонаут, други човек у космосу и Херој Совјетског Савеза
- 2005 — Симон Визентал познат по прикупљању информација о нацистичким ратним злочинима како би им се судило

## Празници и дани сећања
- 1519 — Португалски морепловац Фернандо Магелан испловио из Севиље с пет бродова на пут око света. Магелан погинуо у борби с домороцима на острву Муктан 1521, а у Севиљу се у септембру 1522. вратио само један брод, „Викторија“, са 18 морнара. Тим путовањем први пут опловљена Земља.
- 1870 — Снаге италијанског краља Виторија Емануела II ушле у Рим чиме је завршено уједињење Италије. Папа Пије IX повукао се у Ватикан и прогласио се затвореником.
- 1981 — Централноамеричка држава Белизе на обали Карипског мора стекла независност од Велике Британије.
- 1990 — Парламенти Источне и Западне Немачке потврдили уговор о уједињењу две државе.